# Fragmentos de una mujer
Pieces of a Woman (conocida en Hispanoamérica y España como Fragmentos de una mujer) es una película dramática de 2020 dirigida por Kornél Mundruczó y escrita por Kata Wéber. Producida entre Canadá y los Estados Unidos, fue protagonizada por Vanessa Kirby, Shia LaBeouf, Molly Parker, Sarah Snook, Iliza Shlesinger, Benny Safdie, Jimmie Fails y Ellen Burstyn. Martin Scorsese ofició como uno de los productores ejecutivos del filme.
Fue estrenada a nivel mundial el 4 de septiembre de 2020 en el Festival de Cine de Venecia, en el que Kirby ganó la Copa Volpi a la mejor actriz. El 30 de diciembre de 2020 tuvo su estreno en salas de cine antes de ser incluida en el catálogo digital de Netflix el 7 de enero de 2021. Recibió reseñas positivas, en especial por las actuaciones de Kirby, LaBeouf y Burstyn. Por su desempeño, Kirby fue nominada a los premios Óscar, Globo de Oro y BAFTA, entre otros.

## Sinopsis
Martha y Sean son una pareja joven de Boston, Martha es una ejecutiva y Sean es un trabajador de la construcción, y los dos esperan su primer hijo. Sean está resentido con la madre de Martha, Elizabeth, una adinerada sobreviviente del Holocausto, que les está comprando una minivan.
Martha entra en trabajo de parto en su casa y Sean llama a su partera Barbara, que no está disponible y envía a otra partera llamada Eva en su lugar. Martha lucha contra las náuseas y el dolor durante las contracciones y, cuando alcanza los diez centímetros, Eva se da cuenta de que la frecuencia cardíaca del bebé ha bajado peligrosamente. Sean le pregunta a Eva si están seguros para continuar y Eva le dice a Sean que llame a una ambulancia. Martha pronto da a luz a una niña que al principio parece sana. Eva luego se da cuenta de que el bebé se está poniendo azul e intenta revivirla, pero entra en paro cardíaco y muere.
Al mes siguiente, Martha y Sean asisten a una cita con un forense; Sean está ansioso por descubrir qué salió mal, mientras que Martha se muestra reacia. Se enteran de que la causa de la muerte aún no se ha establecido, pero se les dice que pudieron determinar que el bebé estaba en un ambiente con poco oxígeno y comenzar los procedimientos contra Eva. Sean se va, abrumado por la emoción, mientras que Martha se queda y decide que quiere donar el cuerpo del bebé a la ciencia.
La relación entre Martha y Sean sigue siendo tensa, al igual que la relación de Martha con su madre, que quiere enterrar al bebé y tener un funeral. Tanto Martha como Sean siguen profundamente deprimidos. Sean les devuelve el coche que Elizabeth les compró. Más tarde tiene relaciones sexuales con la prima de Martha, Suzanne, y consume cocaína después de estar sobrio durante casi siete años. Suzanne, quien también es la abogada que procesa a Eva, le informa que una posible demanda contra Eva podría ser muy lucrativa.
En una tensa reunión familiar en su casa, Elizabeth le dice a Martha que tiene que asistir al juicio de Eva y culpa a Martha por la muerte de su bebé porque decidió tener un parto en casa. Elizabeth luego le dice a Sean que nunca le gustó antes de ofrecerle un cheque por una gran suma de dinero para que se vaya y nunca regrese. Martha deja a Sean en el Aeropuerto Internacional Logan y él se va a Seattle.
Meses después, Martha testifica en el juicio de Eva. Luego de su testimonio, el juez le permite dirigirse al tribunal y ella afirma que Eva no tiene la culpa de la muerte y que ella no la culpa. De regreso a casa, descubre que las semillas de manzana que almacenaba en su refrigerador han comenzado a brotar. Un mes después, Martha esparce las cenizas de su hija en el río desde el puente que Sean ayudó a construir.
Años más tarde, una niña se sube a un manzano, coge una manzana y se la come. Martha la llama por su nombre, Lucianna, luego la ayuda a bajar. Las dos entran juntas.

## Reparto

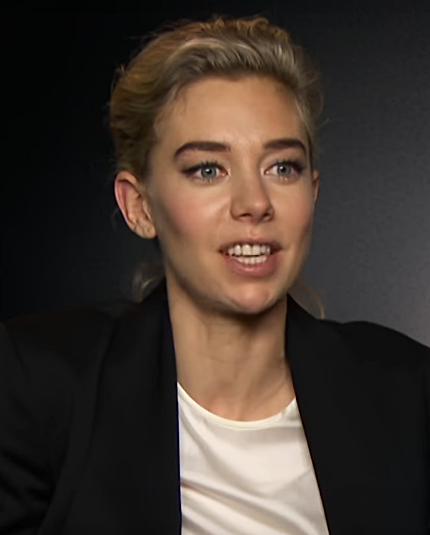
La actriz británica Vanessa Kirby protagonizó el filme y obtuvo diversos premios y reconocimientos por su desempeño

- Vanessa Kirby es Martha Weiss
- Shia LaBeouf es Sean Carson
- Ellen Burstyn es Elizabeth Weiss
- Molly Parker es Eva Woodward
- Sarah Snook es Suzanne
- Iliza Shlesinger es Anita Weiss
- Benny Safdie es Chris
- Jimmie Fails es Max
- Domenic Di Rosa es el doctor

## Recepción
El filme ha recibido reseñas en su mayoría favorables. En Rotten Tomatoes tiene una aprobación del 75% basada en 222 reseñas. Su consenso indica: «Pieces of a Woman lucha por mantener el impulso después de un primer acto impresionante, pero la actuación de Vanessa Kirby hace que el resultado final sea un conmovedor retrato del dolor».
Xan Brooks de The Guardian elogió la labor de los actores: «Vista como una clase magistral de interpretación, la película es impresionante a su manera. Los actores principales están a la altura de las circunstancias; cada uno de ellos tiene su gran oportunidad ante la cámara». No obstante, aseguró que el filme «se siente un poco escolarizado, un poco escenificado, como un taller en el Actors Studio». Según David Rooney de The Hollywood Reporter: «Los que tengan el estómago para una representación enérgica del impacto desgarrador y de los efectos a largo plazo de la muerte súbita de un bebé serán recompensados con momentos tan poderosos como conmovedores».

## Premios y reconocimientos
| Evento                                | Fecha de ceremonia       | Categoría                                        | Receptor(es)                                  | Resultado | Ref.   |
| ------------------------------------- | ------------------------ | ------------------------------------------------ | --------------------------------------------- | --------- | ------ |
| Premios Óscar                         | 25 de abril de 2021      | Mejor actriz                                     | Vanessa Kirby                                 | Nominada  |        |
| Premios BAFTA                         | 11 de abril de 2021      | Mejor actriz protagónica                         | Vanessa Kirby                                 | Nominada  | [ 7 ]  |
| Casting Society of America            | 15 de abril de 2021      | Largometraje de estudio o independiente - Drama  | Jessica Kelly                                 | Nominada  | [ 8 ]  |
| Critics' Choice Awards                | 7 de marzo de 2021       | Mejor actriz                                     | Vanessa Kirby                                 | Nominada  | [ 9 ]  |
| Critics' Choice Awards                | 7 de marzo de 2021       | Mejor actriz de reparto                          | Ellen Burstyn                                 | Nominada  | [ 9 ]  |
| Globos de Oro                         | 28 de febrero de 2021    | Mejor actriz en un largometraje - Drama          | Vanessa Kirby                                 | Nominada  | [ 10 ] |
| London Film Critics' Circle Awards    | 7 de febrero de 2021     | Mejor actriz protagónica                         | Vanessa Kirby                                 | Nominada  | [ 11 ] |
| London Film Critics' Circle Awards    | 7 de febrero de 2021     | Mejor actriz de reparto                          | Ellen Burstyn                                 | Nominada  | [ 11 ] |
| London Film Critics' Circle Awards    | 7 de febrero de 2021     | Mejor actriz británica o irlandesa               | Vanessa Kirby (también por The World to Come) | Nominada  | [ 11 ] |
| San Diego Film Critics Society Awards | 11 de enero de 2021      | Actriz revelación                                | Vanessa Kirby                                 | Nominada  | [ 12 ] |
| San Diego Film Critics Society Awards | 11 de enero de 2021      | Mejor actriz                                     | Vanessa Kirby                                 | Nominada  | [ 12 ] |
| San Diego Film Critics Society Awards | 11 de enero de 2021      | Mejor actriz de reparto                          | Ellen Burstyn                                 | Nominada  | [ 12 ] |
| Festival de Cine de Santa Bárbara     | 31 de marzo de 2021      | Premio Virtuosos                                 | Vanessa Kirby                                 | Ganadora  | [ 13 ] |
| Premios Satellite                     | 15 de febrero de 2021    | Mejor actriz en un largometraje - Drama          | Vanessa Kirby                                 | Nominada  | [ 14 ] |
| Premios Satellite                     | 15 de febrero de 2021    | Mejor actriz de reparto en un largometraje       | Ellen Burstyn                                 | Nominada  | [ 14 ] |
| St. Louis Film Critics Association    | 14 de enero de 2021      | Mejor actriz                                     | Vanessa Kirby                                 | Nominada  | [ 15 ] |
| St. Louis Film Critics Association    | 14 de enero de 2021      | Mejor actriz de reparto                          | Ellen Burstyn                                 | Nominada  | [ 15 ] |
| Screen Actors Guild Awards            | 4 de abril de 2021       | Mejor desempeño de una actriz en un largometraje | Vanessa Kirby                                 | Nominada  | [ 16 ] |
| Festival de Cine de Venecia           | 12 de septiembre de 2020 | Competencia internacional                        | Pieces of a Woman / Kornél Mundruczó          | Nominado  | [ 17 ] |
| Festival de Cine de Venecia           | 12 de septiembre de 2020 | Copa Volpi                                       | Vanessa Kirby                                 | Ganadora  | [ 18 ] |